# Stadspartij Leefbaar Utrecht
Stadspartij Leefbaar Utrecht, voorheen Leefbaar Utrecht is een Nederlandse onafhankelijke lokale politieke partij in de gemeente Utrecht.

## Oprichting
De partij werd in 1997 door Henk Westbroek en Broos Schnetz opgericht naar aanleiding van een aantal zaken waarbij de gemeente de bevolking zou hebben gepasseerd:
- de verkoop van de Winkel van Sinkel, waar destijds een ABN AMRO-bank in gevestigd was, aan een horeca-exploitant, die er een grand café van maakte, terwijl er een openbare cultuurtempel in zou komen
- de bouw van een HOV-busbaan door de binnenstad
- geplande grote kantorenbouw rondom het Centraal Station
- en de aanleg van ontsluitingswegen vanaf dat kantorencentrum naar de Utrechtse ring.

Verder vond de partij dat de stad regentesk bestuurd werd zonder fatsoenlijke inbreng van bewonersorganisaties.

## Verkiezingen
De partij behaalde bij de gemeenteraadsverkiezingen in 1998 vanuit het niets 9 zetels. In 2000 werd LU met 14 zetels de grootste partij van Utrecht. In 2006 kelderde het zetelaantal na deelname aan het College van burgemeester en wethouders: de partij hield 3 zetels over. De partij meende dat het signaal dat afgegeven moest worden, aangekomen was, de stad beter bestuurd werd en dat de partij daarom vond overbodig te zijn geworden. Critici zagen de nederlaag van Leefbaar Utrecht als een gevolg van het zwalkende beleid van de partij. Leefbaar Utrecht zelf schreef de nederlaag toe aan "het kontje van Wouter Bos" en de "allesvernietigende ‘rode golf’ die Nederland in 2006 overspoelt".
Na de gemeenteraadsverkiezingen van 2010 werd nog meer één zetel bezet. In augustus 2010 kondigde Stadspartij Leefbaar Utrecht aan geen nieuwe raadsperiode in te willen gaan. Tevens werd het einde van de partij ingeluid. Een van de redenen was dat de partij zichzelf niet meer onderscheidend vond. Ook meldde het laatst overgebleven raadslid Vincent Oldenborg dat het rechtse imago dat aan het begrip 'leefbaar' was komen te hangen, met name door toedoen van Leefbaar Rotterdam, een smet wierp op de Utrechtse partij.
Bekende raadsleden waren onder anderen Henk Westbroek en Fred Siebelink. Verder heeft Ronald Giphart als lijstduwer gefungeerd.

## Gevoerd beleid
Uitgevoerde eigen beleidsmaatregelen zijn onder meer de instelling van wijkraden, het referendum over het te reconstrueren Stationsgebied en het invoeren van de Culturele Zondagen, dat onder meer in de portefeuille zat van wethouder Toon Gispen, het tot stand brengen van Muziekcentrum Vredenburg en het nijntje museum. In 2005 vertrok Gispen na fouten rond het Centraal Museum toen hij een depot had aangekocht zonder de gemeenteraad daarover in te lichten.
De partij moest veel reeds vastgesteld beleid uitvoeren, dat loodrecht op de eigen voornemens stond. Daarnaast steunde Leefbaar Utrecht voorstellen van het college, die regelrecht indruisten tegen de verkiezingsbeloften. Zo steunde de fractie aanvankelijk een plan van het college om enkele tientallen parken en andere groene recreatiegebieden in de stad te gebruiken voor woningbouw (het 'Groen voor Poen' plan), terwijl in het verkiezingsprogramma letterlijk was opgenomen 'verbieden om ook maar één vierkante centimeter groen te bebouwen'.
Leefbaar Utrecht profileerde zich aanvankelijk als de 'anti-busbaan' partij. De busbaan door de binnenstad heeft Leefbaar Utrecht niet meer kunnen en willen tegenhouden. Na de aanleg hiervan kwam de eigen wethouder van verkeer Yet van den Bergh met een plan voor een nieuwe busbaan naar De Uithof. Hoewel de partij zich aanvankelijk als tegenstander van nieuwe ontsluitingswegen naar het centrum opstelde, ontwikkelde Van den Bergh een plan voor een nieuwe fly-over over het 24 oktoberplein om het centrum bereikbaar te houden.

## Naamswijziging
Op 8 september 2006 kondigde de partij aan van naam te veranderen. De Vlaamse partij Vlaams Belang voerde namelijk campagne voor de gemeenteraadsverkiezingen van 8 oktober 2006 met als slogan "Voor een leefbaar Vlaanderen". Het zich pragmatisch links noemende Leefbaar Utrecht verklaarde "geen associaties te willen oproepen met een extreemrechtse partij". De partij heette daarom vanaf die tijd Stadspartij Leefbaar Utrecht, met als slogan "Niet links, niet rechts, maar Utrechts!".

## Leefbaar Nederland
De partijtop was op persoonlijke titel betrokken bij de oprichting van Leefbaar Nederland. De rest van de partij zei daar niet bij betrokken te zijn geweest, net zomin als bij welke andere zich Leefbaar noemende Nederlandse politieke partij, zoals Leefbaar Rotterdam.